# Big Order
Big Order (ビッグオーダー Bigguōdā?, lit. Gran Orden) es un manga escrito e ilustrado por Sakae Esuno, también creador de Mirai Nikki, que comenzó su publicación en la revista Shōnen Ace en noviembre del 2011. Una adaptación a OVA por el estudio de animación Asread fue lanzado el 3 de octubre de 2015. Una adaptación televisiva animada de este manga se estrenó en Japón en abril de 2016.

## Argumento
La historia se ambienta en la actualidad en un mundo destruido, donde viven diversas personas con la habilidad de convertir un deseo específico en poder. Estas personas reciben el nombre de “Orders” y se les considera aterrorizantes y malignas. Eiji Hoshimiya es un chico solitario al que nadie se le acerca y por eso no tiene amigos. Es atormentado por un deseo que tuvo hace diez años y cuyo cumplimiento parcial provocó un desastre donde muchas personas murieron y otras tantas fueron afectadas. Desde entonces, se negó a usar sus poderes como "Order". Un día aparece una chica llamada Rin Kurenai, la cual perdió a sus padres por el deseo de Eiji y usa esa razón para vengarse.

## Personajes
Hoshimiya Eiji (星宮 エイジ Eiji Hoshimiya?)
Eiji Hoshimiya es el personaje principal que tuvo como deseo en mente hace diez años la destrucción del mundo, por lo que mucha gente murió. Eiji presentó mucha depresión y arrepentimiento, por lo que dejó de usar sus poderes como Order. Uno de los datos curiosos de este personaje es que normalmente se sale de clase temprano hasta que llega Kurenai Rin, una chica muy guapa la cual hace que Eiji quiera asistir más al colegio. Cuando Rin intenta asesinar a Eiji, usa su poder para hacer que Rin no lo mate, pero aun así se enamora de Rin, mientras transcurre la historia.
Kurenai Rin (くれない りん Rin Kurenai?)
Kurenai Rin llega al mismo instituto de Hoshimiya con el deseo de vengar sus padres e intenta matar a Eiji a toda costa. Pero al mismo tiempo Eiji lo evita. Rin es muy guapa, cara bonita y un buen cuerpo, al principio ella se ve como alguien normal, pero después se conoce su otra personalidad. A medida que transcurre la historia, Rin se enamora de Eiji.

## Banda sonora
Opening: DISORDER interpretado por Yousei Teikoku
Ending: Kobore Sekai Oware interpretado por Aki Hata